# Chauliooestrus capensis
Chauliooestrus capensis är en tvåvingeart som beskrevs av Villeneuve 1925. Chauliooestrus capensis ingår i släktet Chauliooestrus och familjen köttflugor. Inga underarter finns listade i Catalogue of Life.